# ستيفن ويتاكر
ستيفن ويتاكر (بالإنجليزية: Steven Whittaker)‏ (16 يونيو 1984 المملكة المتحدة - ) هو لاعب كرة قدم بريطاني، يلعب كمدافع.

## مسيرته الكروية
لعب ستيفن ويتاكر خلال مسيرته الاحترافية مع 3 أندية في تسعة عشر موسمًا وسجل خلالها 30 هدف ضمن 429 مباراة. حيث فاز في موسمين بالكأس وفي ثلاثة مواسم بالدوري.
خاض ستيفن ويتاكر مسيرته مع نادي هيبرنيان في موسم 2001–02 في المرة الأولى ليلعب معه ستة مواسم ثم في موسم 2017–18 واستمر معه طيلة ثلاثة مواسم، مشاركًا طوالها في 189 مباراة سجل خلالها 6 أهداف. ثم انتقل إلى نادي رينجرز في موسم 2007–08 ليلعب معه خمسة مواسم، حيث شارك في 150 مباراة سجل خلالها 19 هدفًا. لينتقل بعدها إلى نادي نورويتش سيتي في موسم 2012–13 ليلعب معه خمسة مواسم، مشاركًا في 90 مباراة سجل خلالها 5 أهداف.

## وصلات خارجية
ستيفن ويتاكر على موقع الاتحاد الإسكتلندي (الإنجليزية)
- ستيفن ويتاكر على موقع قاعدة بيانات كرة القدم.إي يو (الإنجليزية)
- ستيفن ويتاكر على موقع ناشيونال فوتبول تيمز (الإنجليزية)
- ستيفن ويتاكر على موقع Soccerbase.com (لاعب) (الإنجليزية)
- ستيفن ويتاكر على موقع Soccerway.com (الإنجليزية)
- ستيفن ويتاكر على موقع عالم كرة القدم.نت (الإنجليزية)
- ستيفن ويتاكر على موقع AS.com (الإسبانية)